# うみへび座ガンマ星
うみへび座γ星（うみへびざガンマせい、γ Hya / γ Hydrae）は、うみへび座の恒星で3等星。
この恒星は黄色巨星である。